# 红花山路站
红花山路站为中华人民共和国安徽省芜湖市弋江区九华南路与红花山路交口南侧的一座单轨车站，属于芜湖轨道交通1号线。2021年11月3日投入运营。

## 车站结构
红花山路站为地上三层车站，一层为出入口，二层为车站大堂，三层为车站站台，设有两个侧式站台，并设有半高屏蔽门。

### 车站楼层
| 地上三层 | 侧式站台，右側開门 | 侧式站台，右側開门           |
| 地上三层 | 轨道（西）         | █ 1号线往白马山（博览中心）  |
| 地上三层 | 轨道（东）         | █ 1号线往保顺路（奥体中心）  |
| 地上三层 | 侧式站台，右側開门 |                              |
| 地上二层 | 站厅               | 客服中心、自动售票机、验票机 |
| 地面     | 出入口             | 1-3出入口                    |

## 车站出口
红花山路站共设3个出口，出口及周围设施如下所示：
|                           |      |              |                                                                                            |
| 出口编号                  | 照片 | 地点         | 可到达目的地                                                                               |
| 出口 · 1L · 扶手电梯标志  |      | 九华南路东侧 | 弘阳家具、中国电信、中国移动通信、复地南都荟、易通驾校、红星美凯龙                         |
| 出口 · 2L · 扶手电梯标志  |      | 九华南路西侧 | 安徽中医药高等专科学校、国网芜湖供电公司九华南路仓库、南湖春晓、芜湖传媒集团、汇爱康养中心 |
| 出口 · 3L · 升降机标志    |      | 九华南路东侧 | 润地商业广场、九龙新村、中建七局第二建筑有限公司生活小区                                   |
| 註： 設有 \| 設有扶手電梯 |      |              |                                                                                            |

## 接驳交通

### 公交车
- 中医药高专：10、45、626、627路
- 红花山路九华南路：627路
- 第四人民医院：10、26、603路